# Rio Devoli
O Rio Devoli ou Devoll é um rio do sul da Albânia. O Devoli nasce a sudoeste do distrito de Devoll, próximo a fronteira com a Grécia, corre inicialmente para nordeste por Miras, depois para norte por Bilisht e depois para noroeste por Progër, Pojan (a norte da Planície de Korçë), Maliq, Moglicë, Kodovjat, Gramsh e Gostimë, onde ele toma a direção sul. Ele se junta ao rio Osum próximo a Kuçovë para formar o rio Seman.